# Балыксу
Балыксу (Балыкса, хак. Палых суғ — «рыбная река») — горная река в России, на северо-западном склоне Абаканского хребта, левый приток Томи. Протекает по Аскизскому району Республики Хакасия.
Высота устья — 470 м над уровнем моря. Высота истока — 840 м над уровнем моря.
Длина реки — 41 км. Средний многолетний годовой модуль стока — 12,3 л/с с км².

## Притоки
- 7 км: Камзас (10 км),
- 22 км: Веселая (10 км),
- 27 км: Каменка (12,5 км),
- 29 км: Дресвянка (9 км).

## Данные водного реестра
По данным государственного водного реестра России относится к Верхнеобскому бассейновому округу, водохозяйственный участок реки — Томь от истока до города Новокузнецк, без реки Кондома, речной подбассейн реки — Томь. Речной бассейн реки — (Верхняя) Обь до впадения Иртыша.

## Использование
На Балыксе и её притоках ведётся масштабная золотодобыча.